# 大塚明彦 (精神科医)
大塚 明彦（おおつか あきひこ）は、日本の医学者、精神科医。東京歯科大学教授。医学博士。

## 来歴
- 1966年（昭和41年） - 千葉大学医学部卒業。千葉大学附属病院精神科神経科入局。
- 1971年（昭和46年） - 千葉大学大学院医学研究科修了。医学博士。のちに同仁会木更津病院、千葉県精神保健センター医員。
- 1983年（昭和58年） - 医療法人社団明萌会大塚クリニック開設。

現職 大塚クリニック院長。東京歯科大学臨床教授。

## 学会
- 日本精神神経学会
- 日本精神神経科診療所協会監事
- 日本外来臨床精神医学会事務局長、副理事長
- 日本外来精神医療学会理事[2]

## 著書

### 単著
- 『その痛みは「うつ病」かもしれません —ストレス神話をくつがえす新しい考え方』草思社、2007年12月。ISBN 9784794216533。

### 分担執筆
- 『うつ病・ストレス —心の悩みに打ちかつために 医食同源・名医が語る最新医学』実業之日本社、2004年6月。ISBN 9784408210452。
- 『専門医のための精神科臨床リュミエール 7 精神科プライマリ・ケア』中山書店、2008年12月。ISBN 9784521730752。

## 関連人物
- 上島国利
- 市橋秀夫